# 景毅
景毅（？年—？年），字文堅，廣漢梓潼縣人。東漢末年蜀地名士，為官清廉且勤政愛民，受到當地人的愛戴，官至益州太守。

## 生平
年輕時廣漢太守丁羽看重他的才幹而舉他為孝廉，後當朝司徒認為他有能力處理特別棘手的事務，先後委任他為瀏陽侯相、高陵令。景毅在任期間十分注重當地的文化教育，並以禮義教育人民。頗受當地人民愛戴，因政績顯著而升至侍御史。
景毅十分敬重東漢名臣李膺，故將其子景顧送到李膺門下拜師學禮。後李膺在黨錮之禍時遭宦官殺害，李膺門人也遭受牽連，但宦官掌握的李膺門人名單中唯獨漏了景顧，而讓景毅、景顧父子幸免於難，但景毅卻說：「我本來就是仰慕李膺的賢明，才讓兒子拜他為師，豈可以因漏掉自己名字而苟安！」於是自己上表請求免官歸鄉，此舉受到時人稱讚。
後景毅被任命為武都令，前益州太守李顒死後益州再次發生叛亂，東漢朝廷只好升遷景毅為益州太守。在景毅即將離開武都時，武都人民依依不捨為景毅的離開而痛哭流涕，甚至700人送他到沮縣，300人送他到白水縣。景毅就任益州某郡太守時減輕當地人民負擔並恢復生產，亦安定當地社會秩序，政通人和，百廢俱興，把益州治理得井井有條而讓三府上表推薦他做議郎，但他有感於東漢朝政腐敗而決定辭官。後益州州牧劉焉上任時上表拜其為都尉。景毅生前討厭淫祠，曾向子孫們訓話「我只有希望你們修善做禱告，心存仁義作為祈福，如此而已。」八十一歲逝世。

## 子
- 景顧

## 評價
- 《華陽國志》：文堅亟哉，南面懷民。